# Кім Ок
Кім Ок (кор. 김옥, нар. 1964) — північнокорейська політична діячка, четверта дружина Кім Чен Іра, мачуха Кім Чен Ина.

## Життєпис
Закінчила Пхеньянський університет музики та танцю по класу фортепіано. У 1980-х роках стала особистим секретарем Кім Чен Іра, а у 2004 році, коли від раку померла його третя дружина, мати Кім Чен Ина, — дружиною «улюбленого керівника» (офіційно шлюб був укладений у 2007 році).
В останні роки життя чоловіка обіймала посаду секретаря комітету у справах мистецтв Трудової партії Кореї. В останній раз з'являлася на публіці у 2012 році. У липні 2013 року в Сеулі була отримана інформація від північнокорейського біженця, згідно з якою Кім Ок, а також її батько Кім Хе, теж функціонер ТПК, були зняті Кім Чен Ином з усіх посад. Ймовірно, це було зроблено в рамках проведеної в КНДР «зачистки» політичної еліти від представників «старої гвардії».
Можливо, має від Кім Чен Іра маленького сина, що офіційно не визнається в КНДР. Їй приписують також дві спроби самогубства.
Подальша доля Кім Ок після відставки невідома: за одними даними, вона може перебувати на лікуванні в клініках Німеччини або Китаю через хворобу суглобів, за іншими, вона може перебувати під домашнім арештом або піддатися висилці з Пхеньяна.